# SXW
SXW (ang. Sun XML Writer) – rozszerzenie plików zawierających dokumenty tekstowe pakietu OpenOffice.org w wersji 1.x. Plik .sxw jest skompresowanym plikiem w formacie ZIP, wewnątrz którego znajdują się pliki XML opisujące strukturę dokumentu oraz ewentualne obiekty osadzone w jego wnętrzu, takie jak rysunki, wykresy i inne. Na bazie formatu .sxw powstał używany w OpenOffice.org 2.x oraz innych procesorach tekstu format ODT, opisany w specyfikacji OpenDocument.